# 2012年のオールスターゲーム (日本プロ野球)
2012年のオールスターゲームは、2012年7月に行われた同年度のプロ野球オールスターゲームである。

## 概要
2008年から引き続きマツダの特別協賛を受け、「マツダオールスターゲーム2012」として開催される。
前年に引き続き3試合での開催となった。ただし、地方開催が2戦以上組まれたのは初のことであった。

## 日程
- 第1戦　7月20日　京セラドーム大阪　18時00分開始（パ・リーグホーム扱い）
- 第2戦　7月21日　松山・坊っちゃんスタジアム　18時00分開始（セ・リーグホーム扱い）
  - 予備日　7月22日　13時30分開始
- 第3戦　7月23日　岩手県営野球場　18時05分開始（パ・リーグホーム扱い）
  - 予備日　7月24日　13時00分開始

いずれもホーム一塁側。
第3戦に関しては2011年3月11日の東日本大震災と福島第一原子力発電所事故からの復興を願って、前年の日本製紙クリネックススタジアム宮城に引き続き被災県での開催となる。
第2戦と第3戦には予備日が設けられているが、予備日も中止になれば開催されない。予備日は翌日の試合会場への移動を考慮してデーゲームで行われる（7月25日よりレギュラーシーズンが開始される）。

## アトラクション
- 本塁打競争
  - 第2戦に関しては愛媛朝日テレビの協賛により「eat ホームランダービー」として行なわれる。
- 野球殿堂表彰式（第1試合途中）　北別府学、津田恒実（津田は故人のため遺族が出席）
- 盛岡さんさ踊り、花火打ち上げ（第3試合途中）
- 第1戦の始球式は当時羽曳野レンジャーズ所属の太田椋が担当した。この6年後、太田はオリックスからドラフト1位指名を受け、13年後となる、2025年に同年開催のオールスターゲームに選出され、同じく京セラドーム大阪開催となった第1戦で初出場している[1]。
- 第3戦では、東日本大震災復興支援の一環として、被災者3000人が本試合に招待され、その中には陸前高田市出身の佐々木朗希も含まれていた。7年後となる2019年にロッテからドラフト1位指名を受け、10年後となる、2022年に同年開催のオールスターゲームに選出され、出場している[2][3]。

## 出場者
| セントラル・リーグ | セントラル・リーグ | セントラル・リーグ | セントラル・リーグ | パシフィック・リーグ | パシフィック・リーグ | パシフィック・リーグ | パシフィック・リーグ |
| ------------------ | ------------------ | ------------------ | ------------------ | -------------------- | -------------------- | -------------------- | -------------------- |
| 監督               | 高木守道           | 中日               |                    | 監督                 | 秋山幸二             | ソフトバンク         |                      |
| コーチ             | 小川淳司           | ヤクルト           |                    | コーチ               | 栗山英樹             | 日本ハム             |                      |
| コーチ             | 原辰徳             | 巨人               |                    | コーチ               | 渡辺久信             | 西武                 |                      |
| 先発投手           | 前田健太           | 広島               | 2                  | 先発投手             | 斎藤佑樹             | 日本ハム             | 2                    |
| 中継投手           | 山口鉄也           | 巨人               | 2                  | 中継投手             | 平野佳寿             | オリックス           | 4                    |
| 抑え投手           | 藤川球児           | 阪神               | 8                  | 抑え投手             | 武田久               | 日本ハム             | 6                    |
| 投手               | 杉内俊哉※          | 巨人               | 7                  | 投手                 | 田中将大※            | 楽天                 | 5                    |
| 投手               | 岩瀬仁紀           | 中日               | 9                  | 投手                 | 森福允彦             | ソフトバンク         | 2                    |
| 投手               | 田島慎二▲          | 中日               | 初                 | 投手                 | 大隣憲司             | ソフトバンク         | 初                   |
| 投手               | 館山昌平           | ヤクルト           | 4                  | 投手                 | 吉川光夫             | 日本ハム             | 初                   |
| 投手               | バーネット         | ヤクルト           | 初                 | 投手                 | 岸孝之               | 西武                 | 2                    |
| 投手               | 赤川克紀           | ヤクルト           | 初                 | 投手                 | 岸田護               | オリックス           | 2                    |
| 投手               | 内海哲也           | 巨人               | 5                  | 投手                 | 西勇輝               | オリックス           | 初                   |
| 投手               | 能見篤史           | 阪神               | 初                 | 投手                 | 塩見貴洋▲            | 楽天                 | 初                   |
| 投手               | 榎田大樹▲          | 阪神               | 2                  | 投手                 | 青山浩二             | 楽天                 | 初                   |
| 投手               | 大竹寛             | 広島               | 3                  | 投手                 | 成瀬善久             | ロッテ               | 3                    |
| 投手               | 野村祐輔           | 広島               | 初                 | 投手                 | 唐川侑己             | ロッテ               | 2                    |
| 投手               | 三浦大輔           | DeNA               | 5                  | 投手                 | 益田直也             | ロッテ               | 初                   |
| 捕手               | 阿部慎之助 ※       | 巨人               | 9                  | 捕手                 | 鶴岡慎也             | 日本ハム             | 初                   |
| 捕手               | 谷繁元信           | 中日               | 10                 | 捕手                 | 嶋基宏 ※             | 楽天                 | 4                    |
| 捕手               | 相川亮二           | ヤクルト           | 5                  | 捕手                 | 里崎智也             | ロッテ               | 7                    |
| 一塁手             | 中村紀洋           | DeNA               | 8                  | 一塁手               | 稲葉篤紀 ※           | 日本ハム             | 8                    |
| 一塁手             | ブランコ※          | 中日               | 3                  | 一塁手               |                      |                      |                      |
| 二塁手             | 平野恵一※          | 阪神               | 4                  | 二塁手               | 井口資仁             | ロッテ               | 8                    |
| 二塁手             |                    |                    |                    | 二塁手               | 田中賢介 ※           | 日本ハム             | 3                    |
| 三塁手             | 宮本慎也 ※         | ヤクルト           | 7                  | 三塁手               | 松田宣浩             | ソフトバンク         | 2                    |
| 三塁手             |                    |                    |                    | 三塁手               | 中村剛也 ※           | 西武                 | 5(1)                 |
| 遊撃手             | 鳥谷敬             | 阪神               | 3                  | 遊撃手               | 中島裕之 ※           | 西武                 | 8                    |
| 遊撃手             | 坂本勇人※          | 巨人               | 5                  | 遊撃手               |                      |                      |                      |
| 内野手             | 荒木雅博           | 中日               | 5                  | 内野手               | 李大浩               | オリックス           | 初                   |
| 内野手             | 畠山和洋           | ヤクルト           | 2                  | 内野手               | 明石健志▲            | ソフトバンク         | 初                   |
| 内野手             | 村田修一           | 巨人               | 4                  | 内野手               |                      |                      |                      |
| 内野手             | 堂林翔太◇          | 広島               | 初                 | 内野手               |                      |                      |                      |
| 外野手             | 長野久義 ※         | 巨人               | 2                  | 外野手               | 糸井嘉男 ※           | 日本ハム             | 4                    |
| 外野手             | 高橋由伸 ※         | 巨人               | 9                  | 外野手               | 中田翔               | 日本ハム             | 2                    |
| 外野手             | ラミレス           | DeNA               | 8                  | 外野手               | 陽岱鋼               | 日本ハム             | 初                   |
| 外野手             | 和田一浩 ※         | 中日               | 6                  | 外野手               | 内川聖一 ※           | ソフトバンク         | 4                    |
| 外野手             | 大島洋平           | 中日               | 初                 | 外野手               | 聖澤諒 ※             | 楽天                 | 初                   |
| 外野手             | バレンティン       | ヤクルト           | 2                  | 外野手               | 角中勝也◇            | ロッテ               | 初                   |
|                    |                    |                    |                    | 指名打者             | スレッジ             | 日本ハム             | 初                   |
| ペーニャ ※         | ソフトバンク       | 初                 |                    | 指名打者             |                      |                      |                      |

- 太字はファン投票による出場、※印は選手間投票による出場、◇は「マツダ・スカイアクティブ・テクノロジー プラスワンドリーム」投票による出場、▲は出場辞退選手発生による補充選手、他は監督推薦による出場。
- 数字は出場回数。カッコ内数字は上記回数中故障のため不出場の回数。

1. ↑  左肘関節痛のため、出場辞退。補充選手として田島を選出。
2. ↑  右肘内側靭帯炎のため、出場辞退。補充選手として塩見を選出。
3. ↑  左手甲骨折のため、出場辞退。補充選手として榎田を選出。
4. ↑  左大腿骨滑車部軟骨損傷のため、出場辞退。補充選手として明石を選出。

なお、辞退選手は野球協約86条により球宴終了後の後半戦開始から10試合、選手登録が出来ない。
岩瀬仁紀は3試合すべてベンチ入りはしていたが3試合とも登板しなかった。

## 試合結果
| 試合  | 日付    | ビジター球団（先攻） | スコア | ホーム球団（後攻） | MVP      | 開催球場               |
| ----- | ------- | -------------------- | ------ | ------------------ | -------- | ---------------------- |
| 第1戦 | 7月20日 | セ・リーグ           | 4 - 1  | パ・リーグ         | 中村紀洋 | 京セラドーム大阪       |
| 第2戦 | 7月21日 | パ・リーグ           | 0 - 4  | セ・リーグ         | 前田健太 | 松山坊ちゃんスタジアム |
| 第3戦 | 7月23日 | セ・リーグ           | 2 - 6  | パ・リーグ         | 陽岱鋼   | 岩手県営野球場         |

### 第1戦

#### スコア
|              | 1 | 2 | 3 | 4 | 5 | 6 | 7 | 8 | 9 | R | H | E |
| ------------ | - | - | - | - | - | - | - | - | - | - | - | - |
| セントラル   | 0 | 2 | 1 | 0 | 1 | 0 | 0 | 0 | 0 | 4 | 8 | 0 |
| パシフィック | 1 | 0 | 0 | 0 | 0 | 0 | 0 | 0 | 0 | 1 | 6 | 1 |

1. セ：○杉内、館山、田島、能見、山口鉄、Sバーネット - 阿部、谷繁、相川
2. パ：●斎藤佑、西、益田、青山、森福、平野佳、岸田 - 鶴岡、嶋
3. 勝利：杉内
4. セーブ：バーネット
5. 敗戦：斎藤佑
6. 本塁打
セ：中村紀1号（ソロ・斎藤）
パ：陽1号（ソロ・杉内）
7. 審判
［球審］杉本
［塁審］中村・福家・柿木園
［外審］森・石山
8. 観客動員数：33,335人 試合時間：2時間34分

#### 表彰選手
MVP
中村紀洋（DeNA）
- 2回表、斎藤から逆転決勝2ラン本塁打。自身としては2001年第3戦以来2度目の受賞。横浜の野手としては2005年第1戦の金城龍彦以来7年ぶり。

敢闘選手賞
ウラディミール・バレンティン（ヤクルト）
- 2安打1犠飛で2打点。

能見篤史（阪神）
- 2イニング投げ無失点。

陽岱鋼（日本ハム）
- 全パ唯一の得点となる先頭打者本塁打。

#### オーダー
| セントラル | セントラル | セントラル   |
| 打順       | 守備       | 選手         |
| ---------- | ---------- | ------------ |
| 1          | [中]       | 長野久義     |
| 2          | [遊]       | 鳥谷敬       |
| 3          | [指]       | ラミレス     |
| 4          | [捕]       | 阿部慎之助   |
| 5          | [右]       | バレンティン |
| 6          | [一]       | 中村紀洋     |
| 7          | [左]       | 高橋由伸     |
| 8          | [三]       | 宮本慎也     |
| 9          | [二]       | 平野恵一     |
|            | [投]       | 杉内俊哉     |

| パシフィック | パシフィック | パシフィック |
| 打順         | 守備         | 選手         |
| ------------ | ------------ | ------------ |
| 1            | [中]         | 陽岱鋼       |
| 2            | [右]         | 糸井嘉男     |
| 3            | [三]         | 松田宣浩     |
| 4            | [一]         | 李大浩       |
| 5            | [遊]         | 中島裕之     |
| 6            | [指]         | 稲葉篤紀     |
| 7            | [二]         | 井口資仁     |
| 8            | [左]         | 中田翔       |
| 9            | [捕]         | 鶴岡慎也     |
|              | [投]         | 斎藤佑樹     |

### 第2戦

#### スコア
|              | 1 | 2 | 3 | 4 | 5 | 6 | 7 | 8 | 9 | R | H  | E |
| ------------ | - | - | - | - | - | - | - | - | - | - | -- | - |
| パシフィック | 0 | 0 | 0 | 0 | 1 | 0 | 0 | 0 | 0 | 0 | 4  | 1 |
| セントラル   | 1 | 0 | 2 | 0 | 0 | 1 | 0 | 0 | X | 4 | 11 | 0 |

1. パ：●成瀬、吉川、大隣 - 里崎、鶴岡
2. セ：○前田健、内海、野村、藤川 - 谷繁、相川
3. 勝利：前田健
4. 敗戦：成瀬
5. 本塁打
セ：坂本1号（2ラン・吉川）
6. 審判
［球審］福家
［塁審］森・石山・中村
［外審］杉本・柿木園
7. 観客動員数：25,612人 試合時間：2時間27分

#### 表彰選手
MVP
前田健太（広島）
- 先発で3回1安打無失点の好投で勝利投手。投手のMVP受賞は2004年第1戦の松坂大輔（当時西武）以来8年ぶり。広島の投手によるMVP受賞は1980年第3戦の江夏豊以来32年ぶり。

敢闘選手賞
坂本勇人（巨人）
- 3回に吉川から2ラン本塁打を放つなど2安打2打点2得点の活躍。

野村祐輔（広島）
- 3回を投げ1安打無失点、2奪三振の好投。

明石健志（ソフトバンク）
- 4回、谷繁の打球を好捕するファインプレー。打撃でもオールスター初ヒットを記録した。

#### オーダー
| パシフィック | パシフィック | パシフィック |
| 打順         | 守備         | 選手         |
| ------------ | ------------ | ------------ |
| 1            | [中]         | 聖澤諒       |
| 2            | [右]         | 角中勝也     |
| 3            | [遊]         | 中島裕之     |
| 4            | [指]         | ペーニャ     |
| 5            | [一]         | 稲葉篤紀     |
| 6            | [三]         | 松田宣浩     |
| 7            | [左]         | 内川聖一     |
| 8            | [二]         | 田中賢介     |
| 9            | [捕]         | 里崎智也     |
|              | [投]         | 成瀬善久     |

| セントラル | セントラル | セントラル   |
| 打順       | 守備       | 選手         |
| ---------- | ---------- | ------------ |
| 1          | [三]       | 堂林翔太     |
| 2          | [中]       | 大島洋平     |
| 3          | [遊]       | 坂本勇人     |
| 4          | [左]       | 和田一浩     |
| 5          | [右]       | バレンティン |
| 6          | [指]       | 村田修一     |
| 7          | [二]       | 鳥谷敬       |
| 8          | [一]       | 畠山和洋     |
| 9          | [捕]       | 谷繁元信     |
|            | [投]       | 前田健太     |

### 第3戦

#### スコア
|              | 1 | 2 | 3 | 4 | 5 | 6 | 7 | 8 | 9 | R | H  | E |
| ------------ | - | - | - | - | - | - | - | - | - | - | -- | - |
| セントラル   | 0 | 0 | 0 | 1 | 0 | 0 | 0 | 0 | 1 | 2 | 9  | 2 |
| パシフィック | 0 | 0 | 4 | 2 | 0 | 0 | 0 | 0 | X | 6 | 11 | 1 |

1. セ：●三浦、大竹、赤川 - 相川、谷繁
2. パ：田中、○塩見、岸、武田久、青山 - 嶋、鶴岡
3. 勝利：塩見
4. 敗戦：三浦
5. 本塁打
セ：畠山1号（ソロ・塩見）
パ：陽2号（3ラン・三浦）
6. 審判
［球審］石山
［塁審］杉本・柿木園・森
［外審］福家・中村稔
7. 観客動員数：14,806人 試合時間：2時間33分

#### 表彰選手
MVP
陽岱鋼（日本ハム）
- 3回裏、三浦から決勝点となる先制3ラン本塁打を含む3安打4打点の活躍。台湾国籍の野手によるMVP受賞は王貞治に続き二人目。日本ハムの選手によるMVPは2011年第3戦の稲葉篤紀以来2年連続。

敢闘選手賞
中田翔（日本ハム）
- 2安打1打点。

岸孝之（西武）
- 2イニング投げ無失点。

畠山和洋（ヤクルト）
- 4回に塩見から本塁打を含む2安打1打点。

SKYACTIV TECHNOLOGY賞（3試合を通じて最もファンの印象に残った選手）
赤川克紀（ヤクルト）
- 第3戦の6回から登板し、3イニングを投げ無安打2奪三振、無失点の好投。

#### オーダー
| セントラル | セントラル | セントラル   |
| 打順       | 守備       | 選手         |
| ---------- | ---------- | ------------ |
| 1          | [中]       | 長野久義     |
| 2          | [二]       | 平野恵一     |
| 3          | [遊]       | 坂本勇人     |
| 4          | [一]       | 畠山和洋     |
| 5          | [指]       | 阿部慎之助   |
| 6          | [右]       | バレンティン |
| 7          | [左]       | 高橋由伸     |
| 8          | [三]       | 中村紀洋     |
| 9          | [捕]       | 相川亮二     |
|            | [投]       | 三浦大輔     |

| パシフィック | パシフィック | パシフィック |
| 打順         | 守備         | 選手         |
| ------------ | ------------ | ------------ |
| 1            | [中]         | 陽岱鋼       |
| 2            | [右]         | 聖澤諒       |
| 3            | [遊]         | 中島裕之     |
| 4            | [一]         | 李大浩       |
| 5            | [指]         | 中村剛也     |
| 6            | [三]         | 松田宣浩     |
| 7            | [左]         | 中田翔       |
| 8            | [二]         | 井口資仁     |
| 9            | [捕]         | 嶋基宏       |
|              | [投]         | 田中将大     |

## テレビ中継
- 第1戦 - 朝日放送（ABC）≪テレビ朝日系列　制作：テレビ朝日　製作協力：ABC・メ〜テレ・KBC≫（放送時間：17:54 - 20:54）、朝日ニュースターで録画中継
  - 実況・中山貴雄（EX）、解説・工藤公康、リポーター・清水俊輔（EX、パ・リーグサイド）・三上大樹（EX、セ・リーグサイド）
- 第2戦 - テレビ朝日（EX）≪テレビ朝日系列　制作協力：愛媛朝日テレビ≫（放送時間：17:55 - 20:54）、朝日ニュースターで録画中継
  - 実況・清水俊輔、解説・工藤公康、古田敦也、リポーター・中山貴雄（セ・リーグサイド）・三上大樹（パ・リーグサイド）
  - ホームランダービーを愛媛朝日テレビ・朝日ニュースターで中継
- 第3戦 - フジテレビ（CX）≪フジテレビ系列　制作協力：岩手めんこいテレビ≫（放送時間：18:05 - 20:54）、フジテレビONEで録画中継
  - 実況・吉田伸男、解説・達川光男、野村弘樹、リポーター・塩原恒夫（パ・リーグサイド）、福永一茂（セ・リーグサイド）
  - ホームランダービーをフジテレビONEで中継

## ラジオ中継
- 第1戦
  - MBSラジオ≪JRN…TBS・HBC・CBC・RKB他≫
実況・近藤亨、解説・平田勝男　レポーター・森本栄浩（パ･リーグサイド）、井上雅雄（セ･リーグサイド）
  - ABCラジオ≪NRN…LF・STV・TBC・SF・RCC・KBC他≫
実況・清水次郎、解説・福本豊、矢野燿大、レポーター・山内宏明（LF、パ･リーグサイド）、山下剛（セ・リーグサイド）
  - 文化放送（QR）≪関東広域圏ローカル≫
実況・飯塚治、解説・東尾修

- 第2戦
  - JRN系列への裏送り≪JRN…HBC・CBC・RKB他　制作：TBS≫
実況・椎野茂（TBS）、解説・元木大介、レポーター・新タ悦男（TBS、セ･リーグサイド）、清原正博（TBS、パ･リーグサイド）
  - 文化放送（QR）≪NRN…STV・SF・ABC・KBC・RNB他≫
実況・槙嶋範彦、解説・山崎裕之、レポーター・飯塚治（セ･リーグサイド）、斉藤一美（パ･リーグサイド）
  - ニッポン放送（LF）≪MBSとの2局ネット≫
実況・松本秀夫、解説・田尾安志
- 第3戦
  - JRN系列への裏送り≪JRN…HBC・CBC・MBS・RKB他　制作：TBS≫
実況・新タ悦男（TBS）、解説・定岡正二
  - ニッポン放送（LF）≪NRN…SF・KBC・IBC他≫
実況・師岡正雄、解説・大矢明彦
  - 文化放送（QR）≪関東広域圏ローカル≫
実況・菅野詩朗、解説・工藤公康

- RFラジオ日本は全試合を、TBSラジオ・東北放送・中国放送では第2戦・第3戦を、STVラジオ・朝日放送は第3戦をそれぞれ放送しない。
- JRN系列局である北海道放送、中部日本放送、RKB毎日放送は3戦とも放送。
- 第2戦・第3戦は、地元に球団のない地域の放送局ではナイターの定時枠を設けていないために中継されなかった局も多かったが、地元開催のため南海放送が第2戦（文化放送からネット）、IBC岩手放送が第3戦（ニッポン放送からネット）を、それぞれ特例で中継した。